# Échiquier Niçois
Échiquier Nicois – francuski klub szachowy z siedzibą w Nicei.

## Historia
Klub został założony w 1946 roku przez Pierre′a Morrę. W 2002 roku klub zajął trzecie miejsce w Nationale I. W sezonie 2004 – pierwszym roku istnienia Top 16 – klub zajął siódme miejsce w lidze. Rok później uzyskano trzecie miejsce, za NAO Chess Club i Cannes Echecs. W 2007 roku klub nie przystąpił do rywalizacji w pierwszej lidze, zamiast tego podejmując się uczestnictwa w Nationale II. Rok później zespół awansował do Nationale I.
W klubie grali m.in. Jewgienij Agrest, Christos Banikas, Aleksandyr Dełczew, Joanis Nikolaidis, Predrag Nikolić, Mehrshad Sharif, Nenad Šulava i Anatolij Wajser.